# 花吊丝竹
花吊丝竹（学名：Dendrocalamus minor var. amoenus）为禾本科牡竹属下的一个变种。

## 扩展阅读
- 維基物種上的相關：花吊丝竹